# Microcotyle eueides
Microcotyle eueides är en plattmaskart. Microcotyle eueides ingår i släktet Microcotyle och familjen Microcotylidae. Inga underarter finns listade i Catalogue of Life.